# Casato degli Alpin
Il casato degli Alpin è una dinastia di sovrani scozzesi che regnò sul regno dei Pitti, in seguito divenuto regno di Alba, dall'843 al 1034.
Il nome della dinastia deriva da Kenneth MacAlpin (Cináed mac Ailpín), re dei Pitti e capostipite della dinastia.
L'ultimo discendente della linea maschile fu Máel Coluim II, i sovrani successivi fecero parte della linea femminile.

## Sovrani della dinastia Alpin
- Cináed I, r.843-858
- Domnall I, r.858-862
- Constantine I, r.862-877
- Áed, r.877-878
- Eochaid e Giric, r.878-889
- Domnall II, r.889-900
- Constantine II, r.900-943
- Máel Coluim I, r.943-954
- Indulf, r.954-962
- Dubh, r.962-966
- Cuilén, r.966-971
- Cináed II, r.971-dopo 973
- Amlaíb, r. dopo 973-977
- Cináed II, r.977-995
- Constantine III, r.995-997
- Cináed III, r.997-1005
- Máel Coluim II, r.1005-1034